# Er Lannic
Er Lannic es una pequeña isla del noroeste de Francia que se encuentra en la boca del golfo de Morbihan, a 500 m al sur de la isla de Gavrinis. Administrativamente, pertenece a la comuna de Arzon del departamento de Morbihan, región de Bretaña.  Es parte de la ciudad de Vannes, así como la isla de la Jument y la isla de île Hent.
Er Lannic es una reserva de aves y también el sitio donde se encuentran dos círculos de piedra megalíticos, estando el del sur sumergido.